# (4960) Mayo
(4960) Mayo (4657 P-L) – planetoida z pasa głównego asteroid okrążająca Słońce w ciągu 5,25 lat w średniej odległości 3,02 j.a. Odkryta 24 września 1960 roku.